# Jüdischer Friedhof Hamm (Sieg)
Der Jüdische Friedhof Hamm  in Hamm (Landkreis Altenkirchen (Westerwald)) liegt etwas südlich der Gemeinde. Er ist ein geschütztes Kulturdenkmal.

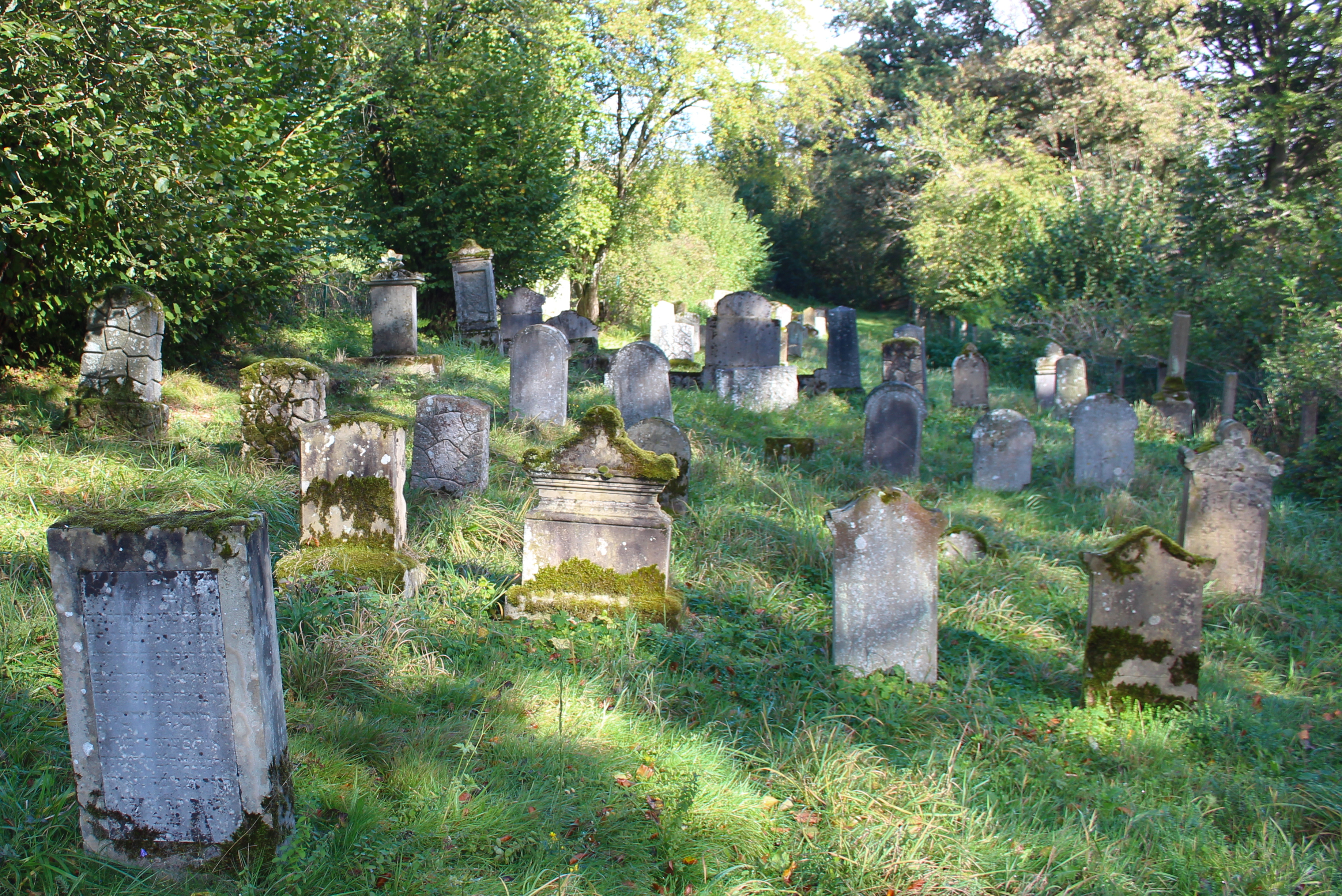
Jüdischer Friedhof in Hamm (Sieg)

## Geschichte
Der um etwa 1700 angelegte Friedhof liegt etwas südlich der Gemeinde Hamm (Gemarkung Jüdischer Friedhof südlich der Ortslage in Richtung Thalhauser Mühle). Der Friedhof umfasst ein Areal von 18,24 Ar. Heute sind noch 109 Grabsteine erhalten. Er diente den Mitgliedern der jüdischen Gemeinde Hamm als Begräbnisstätte. Bereits 1902 kam es zu einer Schändung des Friedhofes. Bei den Novemberpogromen 1938 wurde der Friedhof verwüstet und 1945 wiederhergestellt. 1985 wurde der Friedhof unter Denkmalschutz gestellt.